# デイヴィッド・チューダー
デイヴィッド・チューダー (David Tudor、1926年1月20日 - 1996年8月13日)は、アメリカの現代音楽のピアニスト､作曲家。

## 略歴
フィラデルフィア出身。10代で教会のオルガニストを務めた後、イルマ・ウォルペにピアノを、ステファン・ウォルペに作曲を師事する。1947年にニューヨークへ移った後、ピエール・ブーレーズの「ピアノソナタ第2番」の米国初演などを通じジョン・ケージと出会う。ケージが作曲した「4分33秒」を1952年8月にニューヨーク州ウッドストックにて初演した。1950年代を通じて、ウォルペの下で知り合ったモートン・フェルドマン、クリスチャン・ウォルフなど、ニューヨーク・スクールの作曲家たち、カールハインツ・シュトックハウゼンなど前衛作曲家の作品を多数初演した（そのほとんどはチューダーに捧げられたピアノ作品だった）。カイル・ガンは「ニューヨークスクールの第5メンバー」として捉えているほどである。その卓越したピアノ演奏技術（エスケープメントの完璧なコントロールを軸にした）、および図形楽譜の精密かつ創造的な読解能力により、多くの作曲家から単なるピアニストではなく「デーヴィッド・チューダー」という「楽器」として見なされるようになり、そのため彼を想定して書かれた音楽は、ピアノの可能性を拡張するばかりではなく、戦後の実験・前衛音楽の方向性を決定づけたといっても過言ではない。最も有名なものに、1958年にシルヴァーノ・ブッソッティによって書かれた「デイヴィッド・チューダーのための5つのピアノ曲」がある。この題名に関してブソッティは、「チューダー」の名は献呈ではなく楽器の指定であると主張、それに対してチューダーは作品へのアプローチを「ロボティクス」であると捉え、手袋を付けたり、ピアノの鍵盤を押さずに表面をタッピングしたりなどと、自分の身体とピアノとの関係性を改変させる新たな演奏方法を編み出すことで応えた。このアプローチについてチューダーはアントナン・アルトーの影響を受けたと後に語っている。
また同時期より、ボー・ニルソンの「クヴァンティテーテン」に指示されていたピアノのアンプリフィケーションをきっかけとし、楽器にエレクトロニクスを組み込むことをはじめた。アンプリフィケーションによって、それまで自身が開拓してきた（エスケープメント・コントロールによる）ピアノにおける音の持続時間の精確なコントロールは無効になったが、それをむしろ歓迎するかのように、エレクトロニクス特有の音世界を追求するようになる。こうした、ひとたび極めた技術を、別の方法論やテクノロジーの導入によってみずから打ち壊すという作業をチューダーは晩年までくりかえした。とくに、持続時間をはじめとするパラメーターの正確なコントロールが困難なフィードバック現象に関心を持ち、ケージの「ヴァリエーションズII」や「フォンタナ・ミックス」のリアライゼーションなどを通じてピアノを、フィードバックを発動させる装置として捉え直す作業に取り組んだ。1960年頃からケージが主張しはじめる「パラメーター計測の放棄」や、「オブジェクトからプロセスへの移行」にしても、このようなチューダー独自の探求に多分に影響されたものである（とはいえ、チューダーの取り組みはつねに具体的な「楽器」というオブジェクトを軸にするため、ケージのような「オブジェクトかプロセスか」という単純な二項対立に陥ることはなかった）。またチューダーがこの時期より展開した、個別のリアライゼーションのために新しい「楽器」を構築するという、従来の「作曲」・「演奏」の区分を大きくはみだす取り組みに対してケージは「サウンド・システム」の名を与え、60年代半ばになると「作曲とはサウンド・システムの構築である」と主張するようになる。とはいえ、実際のコンサートでは「作曲＝ジョン・ケージ／サウンド・システム＝デイヴィッド・チューダー」という、自身の主張に相反するような表記に徹したことにも、チューダーの特異な実践に対するケージ自身の戸惑いが窺い知れる。事実、「ヴァリエーションズV」など、この時期にケージが「作曲」したとされる作品の内実はチューダーが構築した「サウンド・システム」だった。
このような経緯を通じて、1960年代後半になるとチューダーは他人の作品より自分自身のライブ・エレクトロニクスを作曲することに焦点を置くようになる。初期の代表作である1966年の「バンドネオン！」は、バンドネオンを入力インターフェースとして用い、その音をコントロール・シグナルとしても使う（つまりバンドネオンの音をバンドネオンの音によって変調させる）ことによって、巨大なホワイト・ノイズ・ジェネレーターを構築しようとした作品であり、スピーカーからの出力音の他にライティングやローウェル・クロスによる映像システムもバンドネオンの音によって操作された。これがチューダーが「作曲家」を名乗った初の作品だったが、後になって1964年にストックホルムでラウシェンバーグが行なったシアター作品のための音楽である「フロレセント・サウンド」をはじめての作品だと主張するようになる。とはいえ、「バンドネオン！」で用いられた楽器の多くが、ケージの「フォンタナ・ミックス」や一柳慧の「アクティヴィティーズ・フォー・オーケストラ」のリアライゼーションで使用されたものと同じであったことからもわかるように、チューダーの活動における自作と他人の作品の演奏との線引きは、従来の作曲家・演奏者という区分に従うものではなかった。むしろチューダーの音楽の基本にあったのは、「ヴァリエーションズII」におけるアンプリファイド・ピアノをはじめとする「サウンド・システム」の制作に見られるように、（「デーヴィッド・チューダー」を含めた）数々の「楽器・部品」を組み合わせることによる、そのつどの「楽器」制作であり、60年代における活動形態の変化も、「演奏者」から「作曲家」への転身というよりは、「作曲家」という呼称を自らの特異な活動に引きつけて捉え直したと考えるほうが理解しやすい。一般的には、「チューダーがピアニストとしての活動は「もうやっても意味がない」と放棄してしまい、多くの前衛作曲家を落胆させた」と、考えられがちだが、じつはチューダーは1990年代に至るまでピアニストとしての活動をやめておらず、そのことは1978年から1992年まで、ピアニストのジョー・クベラに対し、主にケージの「易の音楽」を教えるピアノ・レッスンを行なっていたことや、80年代から90年代にかけてケージが大御所化するにあたり、「ヴァリエーションズII」や「ウィンターミュージック」などの電子ピアノ作品を度々演奏していることからもわかる。ちなみにクベラは自分がチュードアから受けたレッスンの詳細なメモを残しており、その分析からもピアニストとしてのチュードアが、たとえばケージ作品のリアライゼーションに際して、いかに狭義の「作曲家」だったケージとはまったく異なる角度からケージ自身の作品に取り組んでいたが判明している。
1970年代の作品では、バンドネオン！の成果を踏まえて、「楽器」のスケール的・概念的拡張を図るプロジェクトに携わる。1970年、日本万国博覧会にてE.A.T.が、ペプシ館のサウンド・システム担当、パヴィリオンをまるごと「楽器」として構想した。1974年から中谷芙二子などとともに、孤島全体を「楽器化」するアイランド・アイ・アイランド・イヤープロジェクトに取り組むが、自身が代表作であるとみなしていたこの作品は、十年の間に三島の調査を行なったものの、未完に終わった。その一方で、1972年に行われたケージとのヨーロッパ・デュオ・ツアーのために制作された「アンタイトルド（一柳慧へのオマージュ）」、それを発展させた1975年のトーンバースト、ゴードン・ムンマがチューダーに依頼されてペプシ館のために制作したモジュレーターのプロトタイプを使用したパルサーズ、彼の名を不朽のものにしたRainforestなどなど、1970年代を通じて多くの作品を発表する。これらはいずれも、諸々の電子楽器・機材をループ状に組み合わせることによって、外部の音源を用いずにエレクトロニック・フィードバックだけで音を発生させる、いわゆるノー・インプット形式の作品だった。この手法をチューダー自身は、一柳慧の「アクティヴィティーズ・フォー・オーケストラ」のリアライゼーションに取り組んでいたときに思いついたものだと説明しており、「アンタイトルド」が一柳へのオマージュとされたのはこのためである。しかしながら、機材の数が増え続けたため、実際のツアーにおける持ち運び、およびコンサートにおける操作可能性の両面で困難にぶつかり、「アンタイトルド」では60もあったとされるフィードバック・ループを徐々に減らしていった結果、「パルサーズ」の段階になって、音を生成させるフィードバック・ループと、そのようにして生み出された音を様々な仕方で変調させる、複数のパラレルな出力プロセシングという形式に落ち着いた。このことによって、チューダーの関心も、ノー・インプットによる音響の生成から、単一の音源をできるかぎり異なった仕方で変調させることに移っていき、1978年の「ウェザリングズ」からは外部の音源が使用されるようになった。とはいえ、「インプット（入力）される外部音源」の有無はどのスケールで「楽器」を捉えるかに左右される問題であり、そもそもバンドネオン！やペプシ館のように会場全体を「楽器」として構想し、自らをそのような楽器の一部品として考えていたチューダーにとって、音源の使用も楽器「内部」の出来事であり、したがって依然としてノー・インプットであることに変わりなかった、と見ることもできる。
電子音楽の多くはマース・カニンガム舞踊団の舞踊音楽として作曲された。典型例は「Neural Synthesis」で、1990年代最先鋭であったバイノーラルシステムを導入し、ステレオ音源とセットで売るという試みもなされた。

## その他
1950年代には実験工房によってチューダーの作品が紹介された。趣味はインド料理でプロ顔負けに美味かったと伝えられる。「デイヴィッド・チューダー・クックブック」には彼がまとめたインド料理の調理法の中でもお気に入りのものが多数おさめられている。しかしその表記は、彼の電子音楽用のダイアグラム同様、素材の頭文字をベースとする独自の略号を用いて書かれているため、実際の使用にあたっては解読が必要である。
巨大な業績の割りに音盤は散発的だったが、ピアニストとしてはhat[now]ART、電子音楽の作曲家としてはLovely Music, Ltd.から出されたディスクはライナーノートと共にチューダーの真髄が比較的理解しやすく入手も不可能ではない。またゲッティーセンターのオンラインアーカイブでは、作品のほとんどがストリーミング可能になっている。

## 全作品
- The Whole World-The Run: The Juggleress (1953年)
- Solo for Piano for Indeterminacy (1958年)
- Piano Concert (1961年)
- Variations II (1961年)
- Winter Music (electronic version) (1961年)
- Solo for Piano (electronic version) (1962年)
- Variations II & III (1963年)
- Fluorescent Sound (1964年)
- Music for Piano #4 (electronic version) (1964年)
- Activities for Orchestra (1964年)
- Talk 1 (1965年)
- Light Piece for David Tudor (1965年)
- Bandoneon! (1966年)
- Solo(s) for Voice 2 (electronic version) (1966年)
- Book for 3 (version for rotisseries and modulators) (1966年)
- Book for 3 (Theatre version) (1966年)
- Fontana Mix (version for piano and electronic circuits) (1967年)
- Fontana Mix (version for bass, drum and electronic circuits) (1967年)
- 2nd Buffalo Festival of the Arts Today (1968年)
- Rainforest (1968年)
- Reunion (1968年)
- Video III (1968年)
- Assemblage (1968年)
- The Music of Conlon Nancarrow (1968年)
- Video/Laser I (1969年)
- First Week of June (1970年)
- 4 Pepsi Pieces Pepsibird, Anima Pepsi, Pepscillator, Microphone (1970年)
- Melodics for Amplified Bandoneon (1972年)
- Rainforest 2 (1972年)
- Untitled (1972年)
- Monobird (1972年)
- Free Spectral Range I (1973年)
- Free Spectral Range II (1973年)
- Microphone (1 to 9) (1973年)
- Laser Bird (1973年)
- Laser Rock (1973年)
- Rainforest 3 (1973年)
- Photocell Action (1974年)
- Island Eye Island Ear (1974年)
- Toneburst (1975年)
- Rainforest IV (1976年)
- Free Spectral Range III (1976年)
- Pulsers (1976年)
- Forest Speech (1976年)
- Free Spectral Range IV (1977年)
- Video Pulsers (1977年)
- Weatherings (1978年)
- Pulsers 2 (1978年)
- Forest Speech 2 (1978年)
- Laser Concert (1979年)
- Phonemes (1981年)
- Sextet for Seven (1982年)
- Sea Tails (1983年)
- Fragments (1984年)
- Dialects (1984年)
- Web, for John Cage (1985年)
- Tailing a Dream (1985年)
- Hedgehog (1985年)
- Line & Cluster (1986年)
- For 'Bye-Bye Kipling' (1986年)
- 9 Lines Reflected (1986年)
- Electronics with Talking Shrimp (1986年)
- Sea Tails (Sound Totem Version) (1986年)
- Webwork (1987年)
- Web for John Cage, II (1987年)
- Le Dos du Rève (1987年)
- Five Stone (1988年)
- Virtual Focus (1990年)
- Coeffcient: Frictional Percussion and Electronics (1991年)
- Neural Synthesis nos. 1-9 (1992-1994年)
- Neural Network Plus (1992年)
- Coefficant (1992年)
- Soundings: Ocean Diary (1994年)
- Untitled (1975/1994) (1994年)
- The Second Week of January (1994年)
- Toneburst: Maps and Fragments (1996年)

## ディスコグラフィ
- Kontakte  (1964年、WERGO) ※Karlheinz Stockhausen名義
- David Tudor Plays Cage & Tudor (1993年、Ear-Rational Records – ECD 1039
- Variations IV (1993年、Modern Harmonic MH-8004) ※John Cage With David Tudor名義
- Piano Avant-Garde (1996年、hat ART CD 6181)
- John Cage - David Tudor : Music Of Changes (2001年、hat[now]ART 133)
- Music For Piano (2007年、Edition RZ – Ed. RZ 1018-19)

- 『マイクロフォン』 - Microphone (1978年、Cramps Records – 5206 116)
- Rainforest IV (1981年、Edition Block – GR-EB 1)
- Pulsers / Untitled (1984年、Lovely Music, Ltd. VR 1601)
- Neural Synthesis Nos. 6-9 (1995年、Lovely Music, Ltd. LCD 1602)
- Three Works For Live Electronics (1996年、Lovely Music, Ltd. LCD 1601)
- Rainforest (1998年、mode 64)
- The Art of David Tudor 1963-1992 (2013年、New World Records) ※7CD[5]

## 関連文献
- 澁谷政子「デイヴィッド・チューダー書簡抄」『福井大学教育地域科学部紀要』第2巻、福井大学教育地域科学部、2012年1月、331-373頁、ISSN 2185-369X、2020年8月3日閲覧。